# 苗微
苗微，明朝政治人物，進士出身。

## 生平
洪武三十年（1397年），苗微中式丁丑科夏榜二甲第九名進士，官通政使司右参议。